# Visioen van Gabriël
Het Visioen van Gabriël is een Joods-religieuze tekst van rond het begin van onze jaartelling. Hij is geschreven met inkt op een gepolijste steen. De tekst is zeer slecht bewaard gebleven. Uit de woorden die nog leesbaar zijn is op te maken dat het een profetie is over de Davidische Messias. Aan het einde maakt de schrijver zichzelf driemaal bekend als 'Gabriël', in één geval (regel 77) kan er staan 'Gabriël de engel'. Daarom heeft Ada Yardeni, die in 2008 de tekst publiceerde, de tekst het Visioen van Gabriël genoemd.

## Ontdekking en publicatie
Het Visioen is geschreven op de gepolijste kant van een steen. Waar de steen gevonden is en wanneer is onbekend. Misschien kwam hij uit het Jordaandal. De steen verscheen op de antiekmarkt en kwam zo in het bezit van de Zwitserse verzamelaar David Jeselsohn uit Zürich. Jeselsohn gaf epigrafist Ada Yardeni, van de Hebreeuwse Universiteit van Jeruzalem, toestemming om de tekst te vertalen en te publiceren. In overleg met Binyamim Elizur bestudeerde Yardeni de tekst. Zie hiervoor o.m. de publicatie in de Biblical Archeology Review..

## Materiaal en ouderdom
Het Visioen is opgeschreven op een platte steen (die in drie stukken is gebroken) die aan één kant gepolijst is. Waarschijnlijk heeft de steen oorspronkelijk als vloer- of muursteen gediend. De tekst is met inkt opgeschreven, terwijl men zou verwachten dat op een steen een tekst ingegraveerd zou zijn. Omdat inkt niet goed hecht aan een glad oppervlak zijn de meeste woorden onleesbaar.
De tekst heeft veel eigenschappen van de Dode Zeerollen. De tekst is in twee kolommen geschreven, kolom A (regel 1-44) en B (regel 45-87) (net zoals een rol). Om de tekst recht te schrijven zijn er met een dun scherp voorwerp horizontale en verticale hulplijnen op de steen aangebracht. De letters zijn vanuit de bovenliggende hulplijn geschreven. De verticale hulplijnen lopen aan beide zijden van de kolommen. Allemaal precies zoals bij de Dode-Zeerollen.
Uit de vorm en de grootte van de letters (Paleografie), die dezelfde stijl hebben als die van de Dode-Zeerollen, kon worden opgemaakt dat de tekst moet stammen uit de eerste eeuw voor of na het begin van onze jaartelling.
Ada Yardeni zei dat als deze tekst op leer was geschreven, en de letters iets kleiner waren, deze tekst dan als een van de Dode-Zeerollen kon worden beschouwd.

## Inhoud
Hier volgt een aantal onderwerpen uit de tekst. De citaten zijn vrij vertaald uit de studie van de hierboven genoemde Ada Yardeni.
- De schrijver van de tekst voorspelt een grote oorlog en bloedvergieten.
- Uit de volgende uitspraken kan opgemaakt worden dat de komst van de Messias voorspeld wordt: 'Daar staat u, de boodschapper/engel. Hij (zal u) de Thora (onderwijzen)' (regel 22,23), 'Prins der Prinsen' (regel 81).
- Uit de volgende uitspraak is af te leiden dat de schrijver een voorstander was van het idee dat de Messias de afstammeling van koning David zou zijn: 'Mijn dienstknecht David' (regel 16), 'ter wille van David de dienaar van Jehova' (regel 72).
- Van regel 19 tot 23 wordt beweerd dat het beschrijft "dat de onrechtvaardig behandelde Messias na drie dagen weer zal verschijnen". Volgens de Israëlische professor in Biblical studies Israel Knohl verwijst de tekst hier naar de wederopstanding van Simon van Peraea die vlak voor onze jaartelling stierf.[2]
- Het getal 3 komt ook erg veel voor in het Visioen:
  - Drie... profeten en terugkerenden (regel 15)
  - In drie dagen zult u weten... (regel 19)
  - Jeruzalem... drie, (regel 33)
  - ...drie dagen. (regel 54)
  - De drie heiligen van de wereld (regel 65)
  - Drie profeten heb Ik naar Mijn volk gezonden. (regel 70)
  - Drie herders gingen uit tot Israël (regel 75)
  - van voor u, de drie tekenen, drie... (regel 79)
  - uit de drie heb ik, Gabriël, de kleine uitgekozen (regel 83)
- In regel 24 en 25 staat een letterlijk citaat uit Haggaï 2:6 'Nog een korte tijd, een ogenblik slechts, en ik zal de hemel en de aarde doen beven.[3]
- In regel 74 staat 'bewijs liefde aan duizenden', zoals ook in Exodus 20:16, Deuteronomium 5:10 en Jeremia 32:18.
- Het Tetragrammaton, de naam van God (Jahwe(h) of Jehova(h)), komt vijftien maal in de tekst voor.

## Interpretaties
Volgens tekstwetenschapper Israel Knohl geeft het Visioen van Gabriël inzicht in verschillende ideeën die er, rond het begin van onze jaartelling, onder de Joden omtrent de Messias bestonden. Volgens Knohl waren er twee grote categorieën: a) De Messias is de afstammeling van koning David en zal een militaire Messias zijn. b) De Messias is de afstammeling van Jozef (zoon van Jakob); dit is een vredige Messias die veel onrechtvaardig lijden zou ondergaan. De schrijver van het Visioen van Gabriël hangt duidelijk de Davidische Messias aan en, in overeenstemming met Knohls theorie, spreekt de tekst ook over een bloedige oorlog die gestreden wordt. Knohl ziet ook een voorbeeld van rivaliteit tussen de twee denkbeelden in het Visioen terug: in regel 16 staat nl.: 'Mijn diensknecht David, verkozen boven Efraïm (de zoon van Jozef)'.